# Le Claux
Le Claux est une commune française, située dans le département du Cantal en région Auvergne-Rhône-Alpes.

## Géographie
Située dans le Massif central et plus particulièrement dans les monts du Cantal au cœur du parc naturel régional des Volcans d'Auvergne sur la Petite Rhue, Le Claux a reçu les labels de station verte et de village de Neige.
La vallée glaciaire dans laquelle se niche Le Claux, à 1 050 m d'altitude, recèle de nombreux atouts faisant de ses paysages de moyenne montagne un véritable paradis pour les amoureux de nature et d'espace.
La commune se compose de deux vallées s'étendant du puy Mary au sud jusqu'à la commune de Cheylade au nord. Dans chaque vallée coule une rivière (à l'est : la Petite Rhue et à l'ouest la Petite Rhue d'Eybes son affluent). Le plateau de Lascourt sépare les deux vallées. À l'est la commune est bordée par le plateau du Limon (limitrophe avec la commune de Dienne et de Lavigerie. À l'ouest la commune du Falgoux suivant la ligne de crête s'étendant du puy Mary au Cros Chaumeil en passant par le puy de la Tourte. La Véronne prend également sa source sur le territoire communal.

### Communes limitrophes
Les communes limitrophes sont Cheylade, Dienne, Le Falgoux, Lavigerie et Mandailles-Saint-Julien.
|            | Cheylade                              |           |
| Le Falgoux | Claux                                 | Dienne    |
|            | Mandailles-Saint-Julien (quadripoint) | Lavigerie |

### Climat
Pour des articles plus généraux, voir Climat d'Auvergne-Rhône-Alpes et Climat du Cantal.
En 2010, le climat de la commune est de type climat de montagne, selon une étude du CNRS s'appuyant sur une série de données couvrant la période 1971-2000. En 2020, Météo-France publie une typologie des climats de la France métropolitaine dans laquelle la commune est exposée à un climat de montagne ou de marges de montagne et est dans la région climatique  Ouest et nord-ouest du Massif Central, caractérisée par une pluviométrie annuelle de 900 à 1 500 mm, maximale en automne et en hiver. 
Pour la période 1971-2000, la température annuelle moyenne est de 8 °C, avec une amplitude thermique annuelle de 14,3 °C. Le cumul annuel moyen de précipitations est de 1 752 mm, avec 12,9 jours de précipitations en janvier et 8,7 jours en juillet. Pour la période 1991-2020, la température moyenne annuelle observée sur la station météorologique installée sur la commune est de 8,4 °C et le cumul annuel moyen de précipitations est de 1 515,7 mm,. Pour l'avenir, les paramètres climatiques de la commune estimés pour 2050 selon différents scénarios d'émission de gaz à effet de serre sont consultables sur un site dédié publié par Météo-France en novembre 2022.
| Mois                                  | jan.           | fév.           | mars           | avril           | mai           | juin          | jui.           | août         | sep.            | oct.          | nov.           | déc.           | année     |
| ------------------------------------- | -------------- | -------------- | -------------- | --------------- | ------------- | ------------- | -------------- | ------------ | --------------- | ------------- | -------------- | -------------- | --------- |
| Température minimale moyenne (°C)     | −2,4           | −3             | −0,3           | 1,8             | 5,4           | 8,5           | 10,3           | 10,2         | 6,8             | 4,7           | 0,9            | −1,4           | 3,5       |
| Température moyenne (°C)              | 1,4            | 1,4            | 4,4            | 6,8             | 10,7          | 14,2          | 16,3           | 16,2         | 12,5            | 9,4           | 4,8            | 2,4            | 8,4       |
| Température maximale moyenne (°C)     | 5,3            | 5,7            | 9              | 11,9            | 16            | 19,9          | 22,3           | 22,2         | 18,1            | 14            | 8,6            | 6,1            | 13,3      |
| Record de froid (°C) date du record   | −24 09.01.1985 | −23 10.02.1986 | −22 06.03.1971 | −9,5 15.04.1994 | −6 05.05.1977 | −2 02.06.1975 | 1,5 01.07.1981 | 0 02.08.1976 | −3,2 22.09.1977 | −11 25.10.03  | −15 30.11.1969 | −18 24.12.1970 | −24 1985  |
| Record de chaleur (°C) date du record | 19,2 01.01.22  | 21,6 27.02.19  | 22 30.03.1965  | 25 30.04.05     | 29,3 22.05.22 | 35,8 27.06.19 | 35 30.07.1983  | 34 18.08.12  | 31,8 04.09.23   | 28,7 01.10.23 | 24,7 08.11.15  | 19 03.12.1985  | 35,8 2019 |
| Précipitations (mm)                   | 142,2          | 117,4          | 114,4          | 130,6           | 118,3         | 99,4          | 87,9           | 99,7         | 117,8           | 137,5         | 173,4          | 177,1          | 1 515,7   |

## Urbanisme

### Typologie
Au 1er janvier 2024, Le Claux est catégorisée commune rurale à habitat très dispersé, selon la nouvelle grille communale de densité à 7 niveaux définie par l'Insee en 2022.
Elle est située hors unité urbaine et hors attraction des villes,.

### Occupation des sols
L'occupation des sols de la commune, telle qu'elle ressort de la base de données européenne d’occupation biophysique des sols Corine Land Cover (CLC), est marquée par l'importance des forêts et milieux semi-naturels (59,9 % en 2018), une proportion sensiblement équivalente à celle de 1990 (60,6 %). La répartition détaillée en 2018 est la suivante : prairies (38,1 %), forêts (35,3 %), milieux à végétation arbustive et/ou herbacée (24,6 %), zones urbanisées (2 %). L'évolution de l’occupation des sols de la commune et de ses infrastructures peut être observée sur les différentes représentations cartographiques du territoire : la carte de Cassini (XVIIIe siècle), la carte d'état-major (1820-1866) et les cartes ou photos aériennes de l'IGN pour la période actuelle (1950 à aujourd'hui).

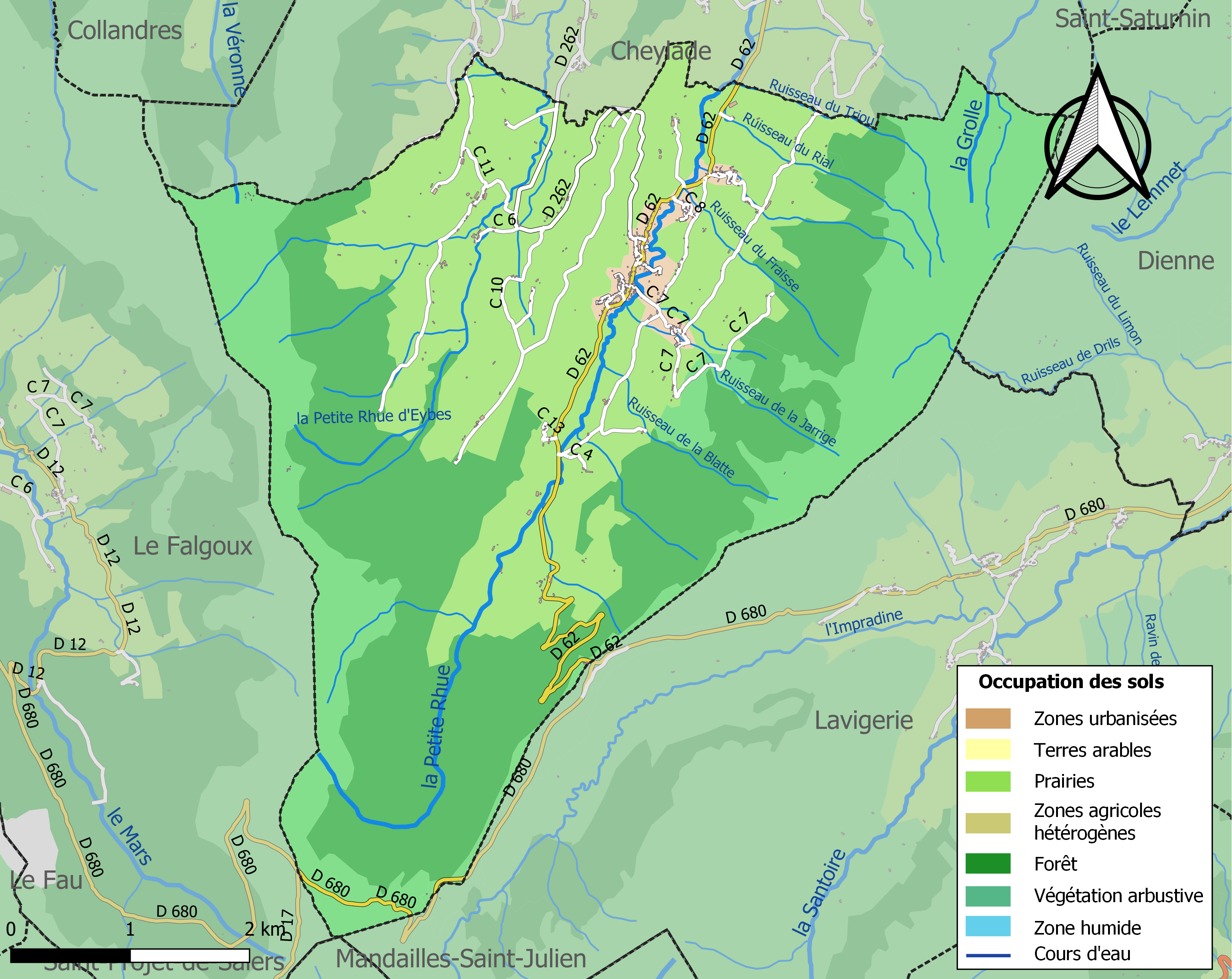
Carte des infrastructures et de l'occupation des sols de la commune en 2018 (CLC).

### Habitat et logement
En 2018, le nombre total de logements dans la commune était de 290, alors qu'il était de 287 en 2013 et de 294 en 2008.
Parmi ces logements, 32,4 % étaient des résidences principales, 62,1 % des résidences secondaires et 5,5 % des logements vacants. Ces logements étaient pour 89,9 % d'entre eux des maisons individuelles et pour 9,7 % des appartements.
Le tableau ci-dessous présente la typologie des logements au Le Claux en 2018 en comparaison avec celle du Cantal et de la France entière. Une caractéristique marquante du parc de logements est ainsi une proportion de résidences secondaires et logements occasionnels (62,1 %) supérieure à celle du département (20,4 %) et à celle de la France entière (9,7 %). Concernant le statut d'occupation de ces logements, 83,5 % des habitants de la commune sont propriétaires de leur logement (85,4 % en 2013), contre 70,4 % pour du Cantal et 57,5 pour la France entière.
| Typologie                                               | Le Claux | Cantal | France entière |
| ------------------------------------------------------- | -------- | ------ | -------------- |
| Résidences principales (en %)                           | 32,4     | 67,7   | 82,1           |
| Résidences secondaires et logements occasionnels (en %) | 62,1     | 20,4   | 9,7            |
| Logements vacants (en %)                                | 5,5      | 11,9   | 8,2            |

## Toponymie
Vient de l'auvergnat claus, « clos », du latin clausum « endroit fermé ». Ce  nom  désigne  « un lieu fermé, clôturé ».

## Histoire
La commune fut créée en 1835 par distraction de la partie sud de la commune de Cheylade.

## Politique et administration

### Découpage territorial
La commune du Claux est membre de la communauté de communes du Pays Gentiane, un établissement public de coopération intercommunale (EPCI) à fiscalité propre créé le 29 décembre 1993 dont le siège est à Riom-ès-Montagnes. Ce dernier est par ailleurs membre d'autres groupements intercommunaux.
Sur le plan administratif, elle est rattachée à l'arrondissement de Saint-Flour, à la circonscription administrative de l'État du Cantal et à la région Auvergne-Rhône-Alpes.
Sur le plan électoral, elle dépend du canton de Murat pour l'élection des conseillers départementaux, depuis le redécoupage cantonal de 2014 entré en vigueur en 2015, et de la deuxième circonscription du Cantal  pour les élections législatives, depuis le dernier découpage électoral de 2010.

### Liste des maires
| Période                                  | Période    | Identité         | Étiquette | Qualité              |
| ---------------------------------------- | ---------- | ---------------- | --------- | -------------------- |
| Les données manquantes sont à compléter. |            |                  |           |                      |
|                                          | mars 1953  | Emile Chappe     | SE        |                      |
| mars 1953                                | mars 1989  | André Roux       | SE        |                      |
| mars 1989                                | mars 1991  | Guy Serre        | SE        |                      |
| mars 1991                                | mars 2001  | Armand Rodde     | SE        |                      |
| mars 2001                                | mars 2008  | Lucien Chauvet   | SE        |                      |
| mars 2008                                | avril 2014 | Jacques Bergeron |           |                      |
| avril 2014                               | En cours   | Guy Loubeyre     | DVD       | Agriculteur retraité |

## Population et société

### Démographie
L'évolution du nombre d'habitants est connue à travers les recensements de la population effectués dans la commune depuis 1836. Pour les communes de moins de 10 000 habitants, une enquête de recensement portant sur toute la population est réalisée tous les cinq ans, les populations de référence des années intermédiaires étant quant à elles estimées par interpolation ou extrapolation. Pour la commune, le premier recensement exhaustif entrant dans le cadre du nouveau dispositif a été réalisé en 2004.

En 2022, la commune comptait 161 habitants, en évolution de −13,9 % par rapport à 2016 (Cantal : −1,08 %, France hors Mayotte : +2,11 %).
| 1836 | 1841 | 1846 | 1851 | 1856 | 1861 | 1866 | 1872 | 1876 |
| ---- | ---- | ---- | ---- | ---- | ---- | ---- | ---- | ---- |
| 814  | 781  | 766  | 720  | 795  | 788  | 835  | 800  | 822  |

| 1881 | 1886 | 1891 | 1896 | 1901 | 1906 | 1911 | 1921 | 1926 |
| ---- | ---- | ---- | ---- | ---- | ---- | ---- | ---- | ---- |
| 899  | 910  | 862  | 877  | 875  | 928  | 934  | 797  | 778  |

| 1931 | 1936 | 1946 | 1954 | 1962 | 1968 | 1975 | 1982 | 1990 |
| ---- | ---- | ---- | ---- | ---- | ---- | ---- | ---- | ---- |
| 717  | 662  | 600  | 570  | 506  | 405  | 352  | 341  | 293  |

| 1999 | 2004 | 2006 | 2009 | 2014 | 2019 | 2022 | - | - |
| ---- | ---- | ---- | ---- | ---- | ---- | ---- | - | - |
| 260  | 224  | 221  | 215  | 188  | 170  | 161  | - | - |

### Manifestations et évènements
La fête patronale se déroule le dernier week-end d'août.
Chaque année est également organisée la fête de la randonnée (deuxième week-end de juin) et la fête du terroir (premier week-end d'août).

## Économie
La commune du Claux vit quasi exclusivement de l'agriculture de montagne. On y trouve essentiellement des exploitations familiales destinées à l'élevage ou à la production laitière, avec notamment la fabrication de fromage.
La plupart des commerces de la commune ont fermé à la fin du XXe siècle.
Il ne reste qu'un hôtel/bar/restaurant en cours de reprise et une épicerie ouverte uniquement en période estivale. Afin de pallier le manque de services dans la commune, l'école de parapente propose également un snack-bar.
Les autres services sont un point-poste, deux menuiseries, un garage et une école de parapente très réputée ainsi qu'un camping comprenant un terrain de tennis et un minigolf.

### Tourisme
La commune est située en plein cœur de la vallée de Cheylade, sur les pentes du puy Mary. La commune se situant sur les sentier de grande randonnée 4 et sentier de grande randonnée 400, de nombreux randonneurs y font donc halte. Il existe quelques chambres d'hôtes, des hébergements communaux et un camping municipal.
La commune est un lieu privilégié pour la pratique de la chasse, de la pêche ou du ski de fond (domaine nordique du Haut-Cantal).

## Culture locale et patrimoine

### Lieux et monuments

#### Sentiers pédestres
- Sentier des Burons ;
- Sentier des Chamois ;
- Sentier du Bois Mary ;
- Sentiers de grande randonnée GR 4 et GR 400 ;
- Station nature du col de Serre et domaine nordique du Haut Cantal - Puy Mary (pistes de ski de fond, raquettes à neige, chiens de traîneau…). Les deux portes d'entrée du domaine sont : le col de Serre et Lascourt ;
- Espace nature Puy Mary : ski de fond, raquettes à neige, trail, randonnée pédestre, randonnée VTT… ;
- Maison de site du Claux ;
- Autrefois, la commune du Claux disposait de deux téléskis pour pratiquer le ski alpin. Le téléski de la Maurinie (1968 à 1989) et le remonte-pente démontable des Ronzières (1979).
- Les principaux sommets de la commune :
- Puy Mary 1 783 mètres ;
- Puy de la Tourte 1 704 mètres ;
- Puy de Niermont / Limon 1 620 mètres ;
- Suc Gros 1 610 mètres ;
- Suc de la Blatte 1 562 mètres…

### Personnalités liées à la commune
- André Vers, écrivain français.